# Gibeon (Namibie)
Pour les articles homonymes, voir Gibeon (homonymie).
Gibeon (nama : Khaxa-tsûs) est un village de la circonscription de Gibeon dans la région de Hardap en Namibie.